# Cristina Scuccia
Cristina Scuccia, dite Sœur Cristina, née le 19 août 1988 à Vittoria (Italie), est une ancienne religieuse italienne de la congrégation des Sœurs ursulines de la Sainte Famille. Elle a remporté la saison 2014 du concours de chant télévisé The Voice of Italy, résultant en un contrat d'enregistrement avec Universal.
En 2022, elle quitte la vie religieuse pour se consacrer à la chanson.

## Biographie
Cristina Scuccia est née à Vittoria en 1988, dans une famille modeste ; son père est maçon. Dès son plus jeune âge, elle chante à la chorale de sa paroisse, son rêve d'enfance est d'être chanteuse,. Avant son entrée dans les ordres, elle travaille et a un petit ami. Cristina Scuccia a fait partie de la Star Rose Academy, école artistique fondée par les Sœurs ursulines de la Sainte Famille à la suite de la Lettre du pape Jean-Paul II aux artistes.
En 2008, les Ursulines organisent une comédie musicale, Avant je n'étais pas croyante, à Palerme, dans lequel elle se trouve par hasard. Elle est à l'époque non-croyante, et en rébellion contre l'Église. Puis elle « trouve l'Amour par excellence »,. Elle y interprète le rôle d'Angèle Merici, la fondatrice de l'ordre des Ursulines (dont la mission est l'éducation des filles). Cette expérience lui donne envie de rejoindre cet Ordre, chez les Sœurs ursulines de la Sainte Famille.
Entre 2009 et 2011, elle perfectionne sa voix à l'académie de spectacle « Star Rose Academy » de Rome ; son professeur de chant est l'auteur-compositeur-interprète Franco Simone.
Son premier passage à la télévision a lieu en juin 2012 dans le programme Dizionario dei sentimenti de Franco Simone, sur Gold Tv.
Elle est entrée chez les Ursulines comme novice en 2009 et a travaillé pendant deux ans avec les enfants pauvres au Brésil. En 2012, elle a prononcé ses vœux (temporaires) qui marquent son admission au sein de l'ordre des Ursulines. Elle vit dans sa communauté religieuse à Milan, et prononcera ses vœux perpétuels en 2015. En 2013, elle a remporté un concours de musique chrétienne dans le cadre du Good News Festival, en Italie.
Le mercredi 10 décembre 2014 elle rencontre le pape François au cours de l'audience générale, elle lui offre un CD.
Le 14 février 2015, elle interprète dans la version française de The Voice, la plus belle voix son nouveau single Somewhere only we know.
En 2018, elle est invitée lors de la 8e représentation de la treizième édition de l'émission de danse Ballando con le stelle. L’année suivante, en 2019, elle est candidate de la quatorzième saison.
Cristina Scuccia cite Madonna parmi ses sources d'inspiration.
En 2022, elle quitte la vie religieuse pour se consacrer à la chanson et devient serveuse en Espagne pour financer sa carrière musicale,.

## DansThe Voice of Italy
En 2014, Sœur Cristina est auditionnée à l'émission The Voice of Italy, où elle a été remarquée par les juges et le public, après avoir chanté No One d'Alicia Keys. Les quatre juges, Raffaella Carrà, J Ax, Noemi et Piero Pelù, ont tourné leurs fauteuils lors de l'audition à l'aveugle. Cristina a choisi de faire partie de l'équipe de J Ax. Tout au long du concours, elle portait le costume noir de sa congrégation : voile, crucifix, et jupe aux chevilles.
Elle est devenue une célébrité quasi internationale depuis sa reprise de No One, d'Alicia Keys. En trois jours, la vidéo de sa performance compte 15 millions de visionnages, vidéo aussi présentée dans les médias, les journaux télévisés de plusieurs pays. De plus, son audition à l'aveugle est la deuxième audition la plus vue de tous les temps sur Youtube avec plus de 110 Millions de vues.
Dans les émissions de The Voice of Italy qui suivirent, elle a chanté The Cup of Life aux côtés de Ricky Martin, et lors de la finale, elle a chanté en duo avec Kylie Minogue le titre Can't Get You Out of My Head. Au terme de la finale, elle remporte le trophée avec 62 % des voix italiennes contre Giacomo Voli. Pour diffuser la finale, la ville natale de sœur Cristina, Comiso, a installé des écrans géants sur sa place centrale Fonte-Diana. Des tee-shirts y sont édités à son effigie, l'appelant la « singing nun ». Après avoir remporté la finale, elle a remercié Dieu pour sa victoire, en récitant la prière du Notre Père pour les organisateurs du concours et pour le public.
Elle prépare actuellement un disque chez Universal. Mais elle déclare au sujet des gains éventuels : « Mes supérieurs en décideront. J'ai fait vœu de pauvreté et je m'y tiendrai. ».
Le 20 octobre 2014, elle sort le clip de son premier single : Like a Virgin de Madonna. Le second single sort le 21 novembre : Blessed Be Your Name.
Performances :
- Audition à l'aveugle (19 mars 2014) : No One, d'Alicia Keys - Les quatre chaises se sont tournées.
- Duel (16 avril 2014) : Girls Just Want to Have Fun, de Cyndi Lauper. Sœur Cristina l'emporte contre Luna Palumbo.
- Dernière ronde (24 avril 2014) : Hero, de Mariah Carey. Elle l'emporte contre Benedetta Giovagnini.
- Direct 1 (7 mai 2014) : Flashdance... What a Feeling, d'Irene Cara. Elle est sauvée par le coach.
- Direct 2 (14 mai 2014) : Uno su mille, de Gianni Morandi. Elle est sauvée par le vote du public.
- Direct 3 (21 mai 2014) : Livin' on a Prayer, de Bon Jovi. Elle est sauvée par le vote du public.
- Demi-finale (28 mai 2014) : (I've Had) The Time of My Life, de Bill Medley et Jennifer Warnes. Elle obtient les notes de 45/100 par le coach et 70.18/100 par le public. Elle l'emporte contre Dylan Magon.
- Finale (5 juin 2014) en chantant :
  - Phase 1 (finale 4) :
    - Beautiful That Way, de Noa.
    - Gli anni, de 883, que sœur Cristina exécute en duo avec le coach J Ax.
    - Lungo la riva (nouvelle chanson). Elle l'emporte avec Giacomo Voli et Tommaso Pini.

  - Phase 2 (finale 3) : No One, d'Alicia Keys. Elle l'emporte avec Giacomo Voli. Tommaso Pini est éliminé.
  - Phase 3 (finale 2) : Flashdance... What a Feeling, d'Irene Cara. Elle remporte le titre de « Voix de l'Italie », avec 62,30 % des voix.

## Album
1. Try (Pink)
2. Fallin’ Free (inédit)
3. Like a Virgin (Madonna)
4. Somewhere Only We Know (Keane)
5. Blessed Be Your Name (Matt Redman)
6. Fix You (Coldplay)
7. No One (Alicia Keys)
8. I Surrender (Hillsong United)
9. True Colors (Cyndi Lauper)
10. Price Tag (Jessie J)
11. Perto, Longe Ou Depois (Ordinary World) (Duran Duran)
12. L'Amore Vincera (inédit)

## Sources
- (en) Cet article est partiellement ou en totalité issu de l’article de Wikipédia en anglais intitulé « Cristina Scuccia » (voir la liste des auteurs).